# 神長氏
神長氏（かみながし）は日本の氏族。神永氏とも。

## 佐竹家臣 神長氏
『藤原氏神長系図伝書』によれば神長氏の本姓は藤原氏であるといい、常陸国の佐竹氏に仕えたとされる。家紋は丸に下がり藤。
永禄5年（1562年）8月15日、松岡領坂ノ上孫沢原にて行われた相馬氏との合戦では佐竹軍二番組衆に神長佐多衛門が名を連ねている。また、佐竹家臣団の記録では、岩城衆・菊田郡衆に神長将監の名がある。

### 秋田藩士 神長氏
佐竹家臣として同氏の出羽国秋田転封に随行する者として神長光勝の名が見える。光勝は初め弥右衛門、後に対馬と名乗り、慶長7年（1602年）、佐竹義宣が秋田に転封されるとこれに随行し、平鹿郡横手に住まうという。元和元年（1615年）、大坂夏の陣にも出陣する。元和9年（1624年）上洛に随行するという。万治2年（1659年）没するという。また、光勝の子を弥右衛門光元といい、元禄3年（1690年）没した。光元の後は光直、久右衛門光近と続いた。この他、神長出雲、神長與右衛門光里の名も見える。

### 秋田藩士 神長氏系譜
『藤原氏神長系図家伝書』による。
```
神長光勝―光元―光直―光近
```

### 水戸藩領内の神長氏
神長氏には佐竹移封後も常陸国に在国した家系があり、正徳3年（1713年）、久慈郡頃藤の東勝山長福寺の境内に、神長惣兵衛、兵衛の名が刻まれている。

## 神永氏
同じく藤原氏族である。家紋は丸に五三の桐、丸に抱き茗荷、右三つ巴。

### 幕末維新期に活躍した神長・神永姓の人物
- 神永玄春 久慈郡西金村の郷医。目見格。那珂湊から久慈郡中染村に進み、元治元年（1864年）9月11日、天狗党の乱では天狗党側に加わり、捕らわれて獄死する。享年32。靖国神社合祀[7]。
- 神永伝九郎 久慈郡頃藤村の里正。諱は義尽。天狗党側に加わり、捕らわれ、武蔵国川越より江戸佃島に移され、慶応2年(1866年)獄死する。享年56。靖国神社合祀[8]。